# 天水麦积山机场
天水麦积山机场位于甘肃省天水市麦积区羲皇大道东段，是军民合用机场。

## 历史
天水机场于民国22年（1933年）6月建成，属军用机场，面积634亩。民国27年（1938年）迁至今天水市麦积区东二十里铺，建成第二代机场。在抗日战争期间，侵华日军多次轰炸该机场，到中华人民共和国成立前机场已处于半报废状态。
中华人民共和国成立后，天水机场仍为军用机场，并于1976年改扩建，当时隶属兰州军区空军6师管辖。1985年8月15日天水机场首次开通了至兰州的民航班机，成为天水民航的开始。但该航线仅维持半年便停运。
2002年，中央军委、国务院批准天水机场改建为军民合用机场。2007年6月17日，天水市与西部机场集团签订了天水机场项目合用协议，天水机场整体移交西部机场集团管理。12月7日，天水麦积山机场军民合用机场正式举行开工奠基仪式。2008年9月25日，天水麦积山机场通过了民航西北地区管理局的竣工验收和行业验收，并于同年9月28日正式通航。
2015年4月，天水新军民合用机场已由中国民用航空局批复，场址确定为天水市中梁，2017年全面开工。
2023年5月24日，经甘肃省交通运输厅、天水市人民政府、甘肃省民航机场集团与西部机场集团的多轮谈判，就天水机场运营管理权移交事宜达成一致意见，并按照约定积极开展实质性移交工作。5月31日，甘肃省民航机场集团开始开展天水机场接管工作。6月19日，甘肃省民航机场集团董事会决定成立甘肃省民航机场集团有限公司天水机场公司，7月10日签署天水机场运营管理权交接协议。
2023年12月24日，天水麦积山机场在停航1年零3个月后成功复航，由华夏航空公司在每周一、三、五和周日执飞重庆-天水-天津往返航班。

## 机场概况
机场飞行区等级为3C，跑道长2800米，宽45米，停机坪0.93万平方米，可满足CRJ 900、新舟60等100座以下飞机的运行，候机楼0.21万平方米。

## 航空公司与航点
2025年夏航季
| 航空公司 | 目的地     |
| -------- | ---------- |
| 华夏航空 | 重庆、天津 |

## 交通
机场紧邻市区，天水公交1路经过设天水机场站，票价3元。
2025年6月18日，天水有轨电车二期工程开通，实现机场与高铁天水南站等地接驳。